# Lernanthropus pagodus
Lernanthropus pagodus is een eenoogkreeftjessoort uit de familie van de Lernanthropidae. De wetenschappelijke naam van de soort is voor het eerst geldig gepubliceerd in 1863 door Krøyer.